# 雲林縣虎尾鎮立仁國民小學
雲林縣虎尾鎮立仁國民小學（簡稱立仁國小；英語：Liren Elementary School）是中華民國臺灣省雲林縣虎尾鎮的一所國民小學，成立於1942年4月，占地約3公頃。現任校長為邱慧俐。
學區範圍為虎尾鎮立仁里、西安里、穎川里、延平里、新吉里、德興里、中山里等七個里，其中延平里4至7鄰為自由學區，可選擇雲林縣土庫鎮越港國民小學入學。家長職業以服務業、工商業為最多。

## 歷史
立仁國小創校於日治時期的1942年4月，屬臺南州虎尾郡虎尾街管轄，時稱南國民學校；戰後民國35年（1946年）改稱台南縣虎尾區虎尾鎮第二國民學校，次年又改稱台南縣虎尾鎮南國民小學，乃至1951年才改稱現名「立仁」，並於1968年實施九年國教時從國民學校改制為國民小學。

## 行政組織
立仁國小校長為校內最高領導者（現任為邱慧俐），下設教務、學務、總務、輔導、人事及會計六處室，各處室下共有十四個組，各設組長一人，另設有午餐祕書1人。